# Younes El Aynaoui
Younes El Aynaoui (Rabat, 12 de Setembro de 1971) é um ex-tenista profissional marroquino.
Chegou ao N. 14 da ATP, e em duplas ao posto de N. 85, representante assiduo na Equipe Marroquina de Copa Davis, também disputou os Jogos Olimpicos, ainda conquistou cinco títulos da ATP, e chegou quatro vezes a quartas-de-finais em Grand Slam.

## Simples (5)
| Legenda (Simples)      |
| Grand Slam (0)         |
| Tennis Masters Cup (0) |
| ATP Masters Series (0) |
| ATP Tour (5)           |

| Resultado | N  | Data             | Torneio                   | Piso   | Oponente         | Placar        |
| --------- | -- | ---------------- | ------------------------- | ------ | ---------------- | ------------- |
| Campeão   | 1. | 2 Agosto 1999    | Amsterdam, Holanda        | Saibro | Mariano Zabaleta | 6–0, 6–3      |
| Campeão   | 2. | 10 Setembro 2001 | ATP de Bucareste, Romênia | Saibro | Albert Montañés  | 7–6, 7–6      |
| Campeão   | 3. | 31 Dezembro 2001 | Doha, Qatar               | Duro   | Félix Mantilla   | 4–6, 6–2, 6–2 |
| Campeão   | 4. | 8 Abril 2002     | Casablanca, Marrocos      | Saibro | Guillermo Cañas  | 3–6, 6–3, 6–2 |
| Campeão   | 5. | 29 Abril 2002    | Munich, Alemanha          | Saibro | Rainer Schüttler | 6–4, 6–4      |